# Spatiodamaeus glabrisetus
Spatiodamaeus glabrisetus är en kvalsterart som först beskrevs av Rainer Willmann 1930.  Spatiodamaeus glabrisetus ingår i släktet Spatiodamaeus och familjen Damaeidae. Inga underarter finns listade i Catalogue of Life.